# Buntspeicher Zwönitz

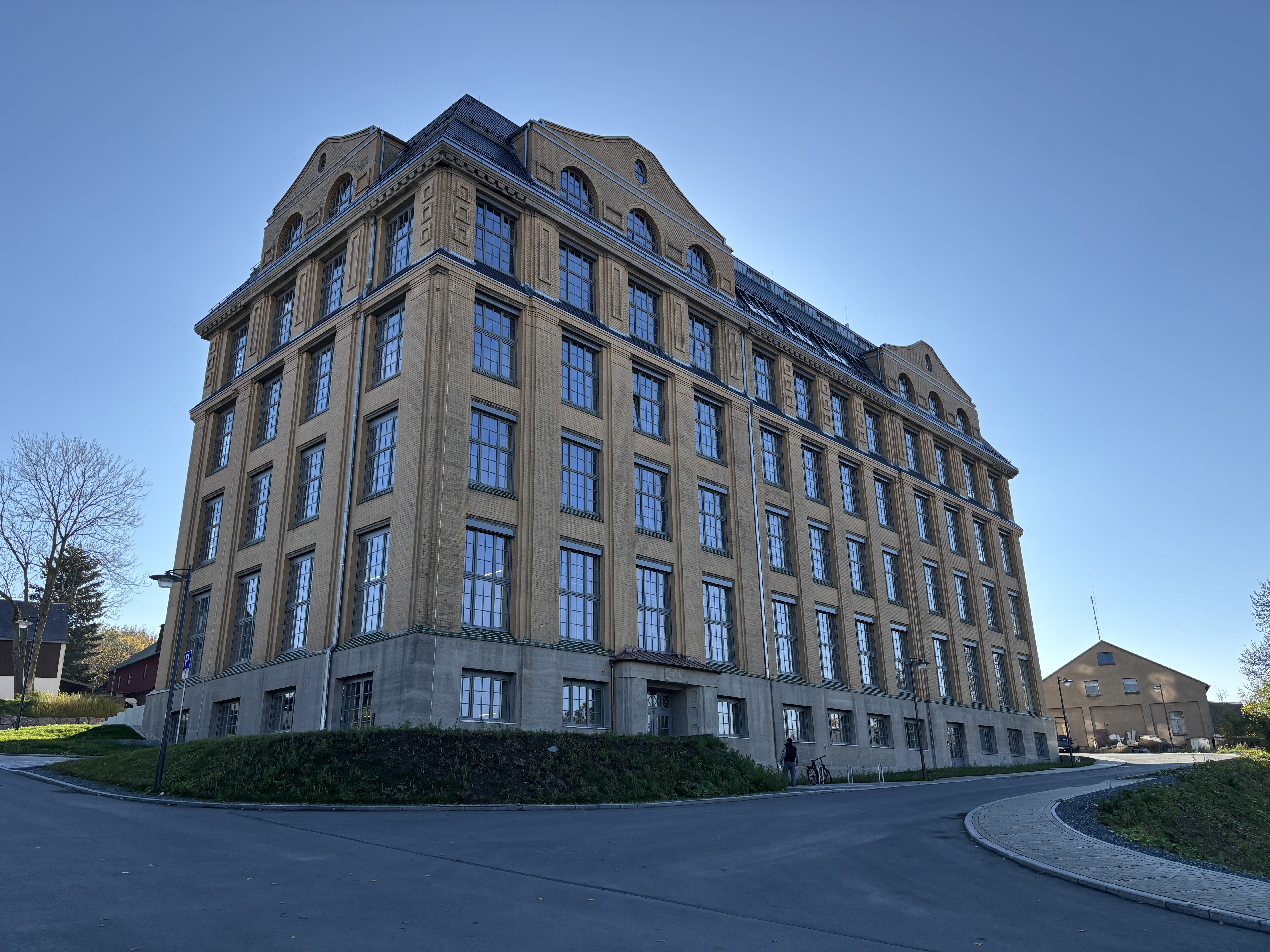
Sicht auf den Buntspeicher

Das 1912 errichtete Gebäude Buntspeicher Zwönitz ist ein unter Denkmalschutz stehendes Bauwerk in der Bergstadt Zwönitz. Ursprünglich als Weberei konzipiert, ist es seit 2024 ein Gründer- und Innovationszentrum in der Erzgebirgsregion. Es zählt es zu den markantesten Bauwerken der Stadt.
Es ist dabei eines der ältesten noch erhaltenen Gebäude Sachsens, welches komplett aus Stahlbeton gefertigt wurden.

## Geschichte
Die Geschichte des Gebäudes begann im Jahr 1912, als es als Buntweberei von den Söhnen A. Louis Wetzels errichtet wurde. Das Bauwerk wurde von dem renommierten Architekturbüro Zapp & Basarke entworfen. In dem damaligen Betrieb standen 300 mechanische Webstühle, sowie alles Nötige für die Spulerei, Schererei und Veredelung. Das Unternehmen beschäftigte über 200 Mitarbeiter und 250 Heimarbeiterinnen. Als Folge der Weltwirtschaftskrise musste die Weberei schließen. Ab 1939 wurde das Gebäude durch die Firma Emil Bauer umgebaut und als Getreidespeicher genutzt, was zu dem heute bekannten Namen „Speicher“ führte. Zum Ende des Jahres 1944 richtete die Firma Mauser aus Oberndorf am Neckar im Gebäude die Herstellung von Flugabwehrgeschützen ein, eine richtige Produktion kommt jedoch nicht mehr zustande. In der Zeit der DDR wurde die Familie Bauer enteignet und der „Speicher“ durch verschiedene volkseigene Betriebe der Getreidewirtschaft betrieben. 
Nach der Wende erwarben die Gebrüder Roth im Jahr 1993 das Gebäude und richteten darin einen Baufachmarkt ein, der bis ins Jahr 2020 betrieben wurde. Am 1. Oktober 2020 wurde der „Speicher“ schließlich an die Stadt Zwönitz übergeben, die das Gebäude zuvor im Jahr 2018 gekauft hatte. Im Rahmen des Projektes „Smart City Zwönitz“ baute die Stadt das historische Bauwerk zu einem Gewerbe- und Kreativzentrum um, um die Region zu fördern und zukunftsorientierte Entwicklungen zu unterstützen. Im Jahr 2024 bezogen die ersten Mieter das Gebäude.

## Bauphase

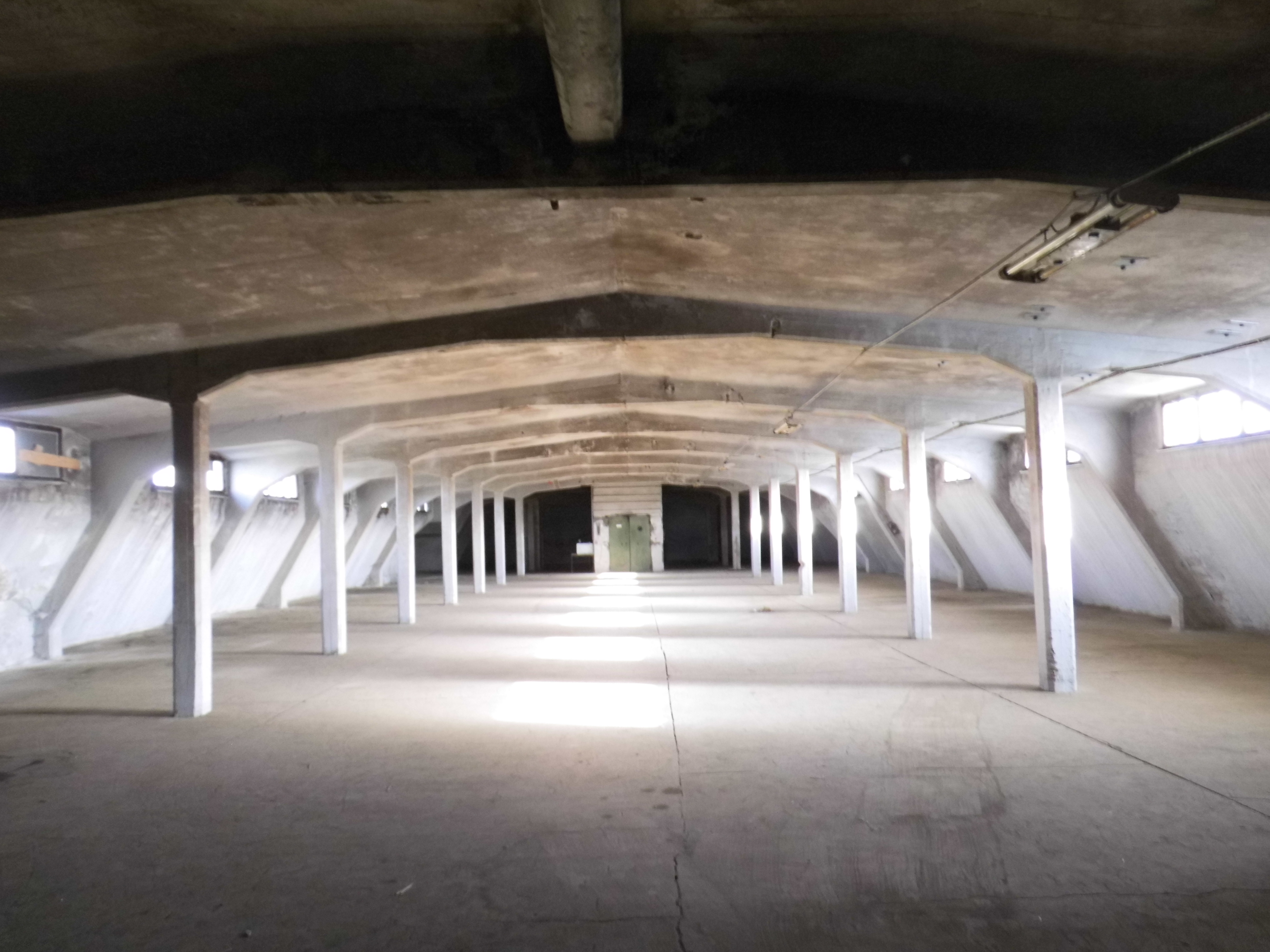
Beginn der Entkernung 2021
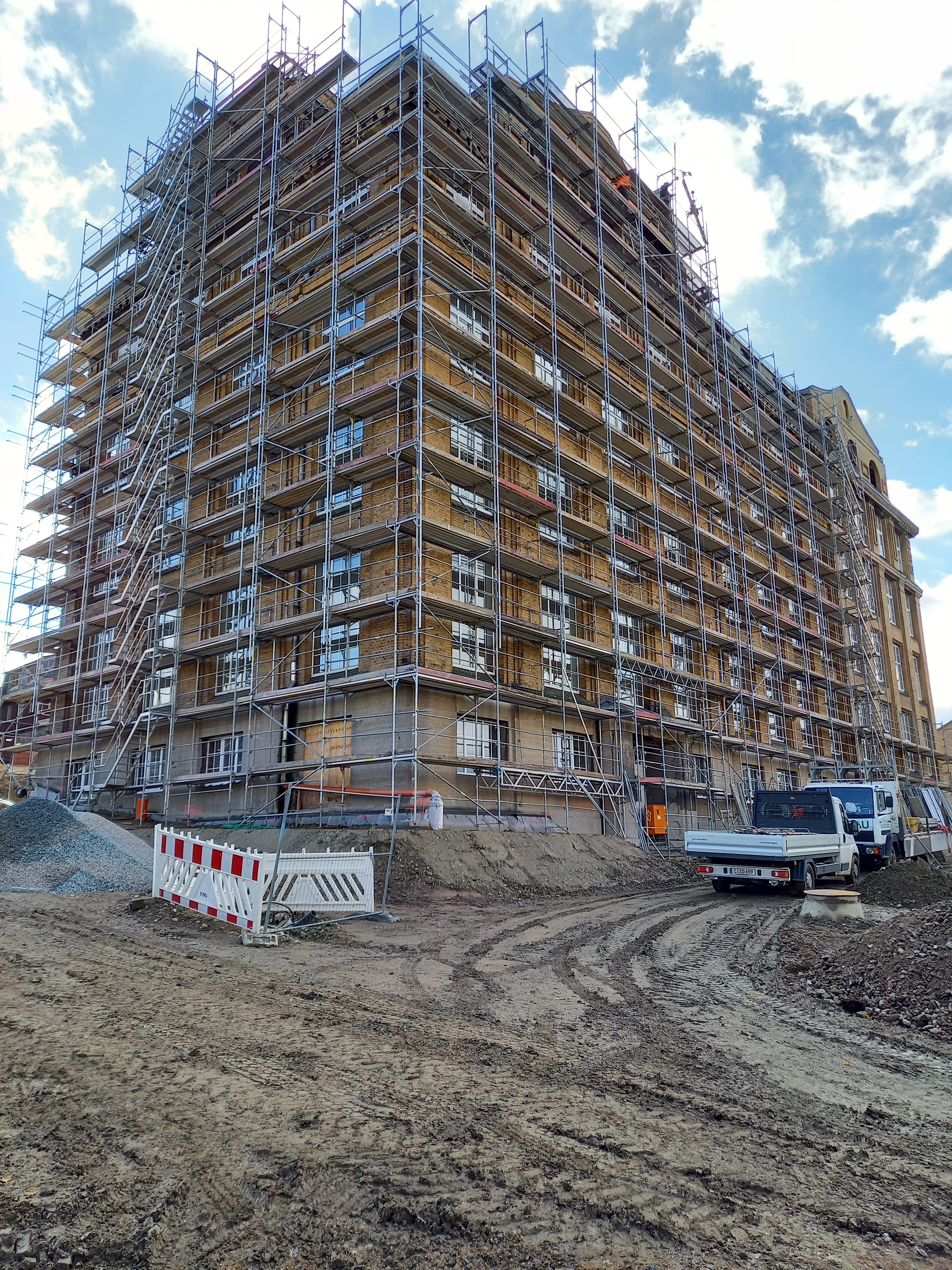
Aufbau des Gerüsts 2021
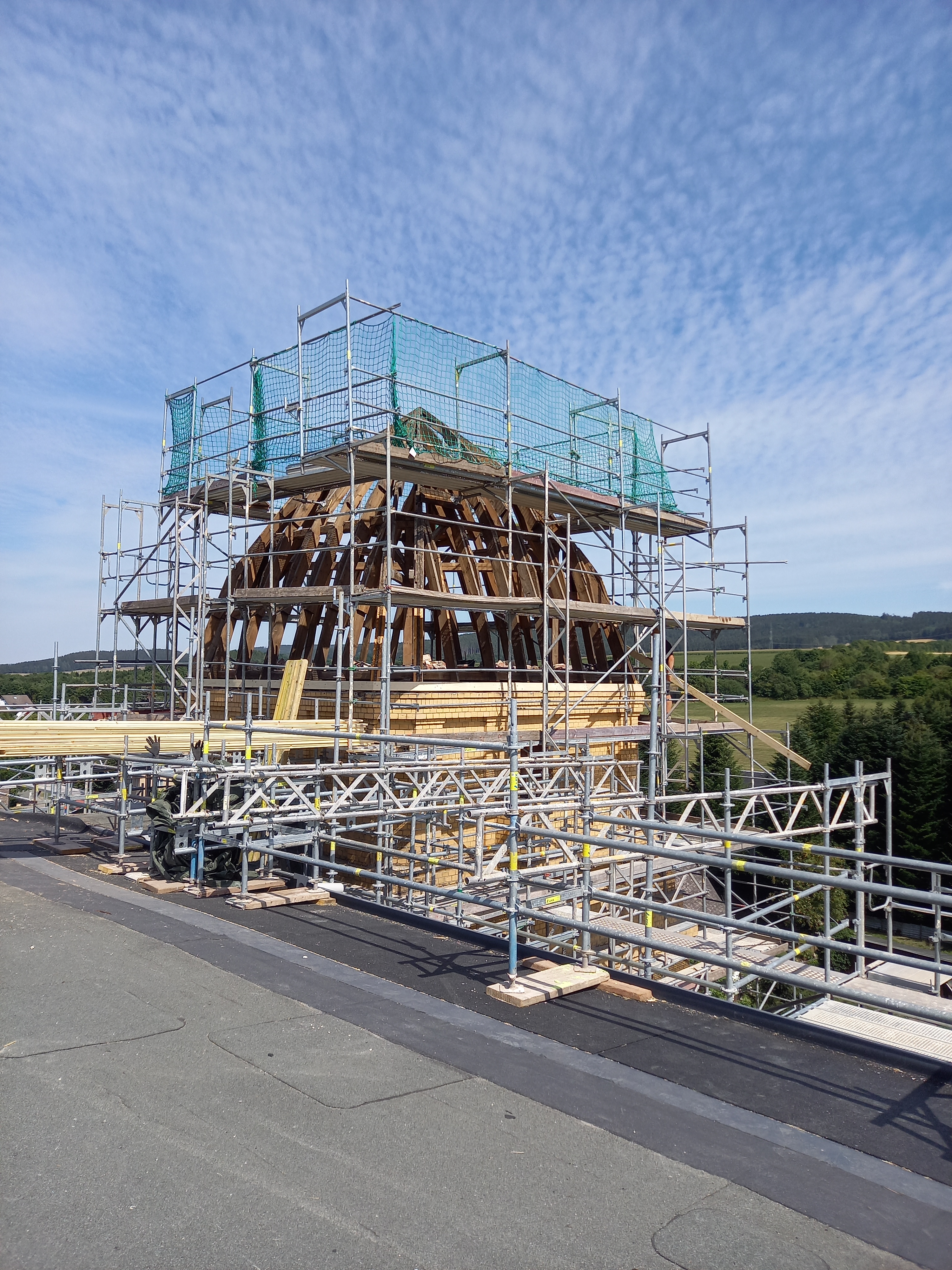
Beginn der Restaurierung des Turmbaus 2022
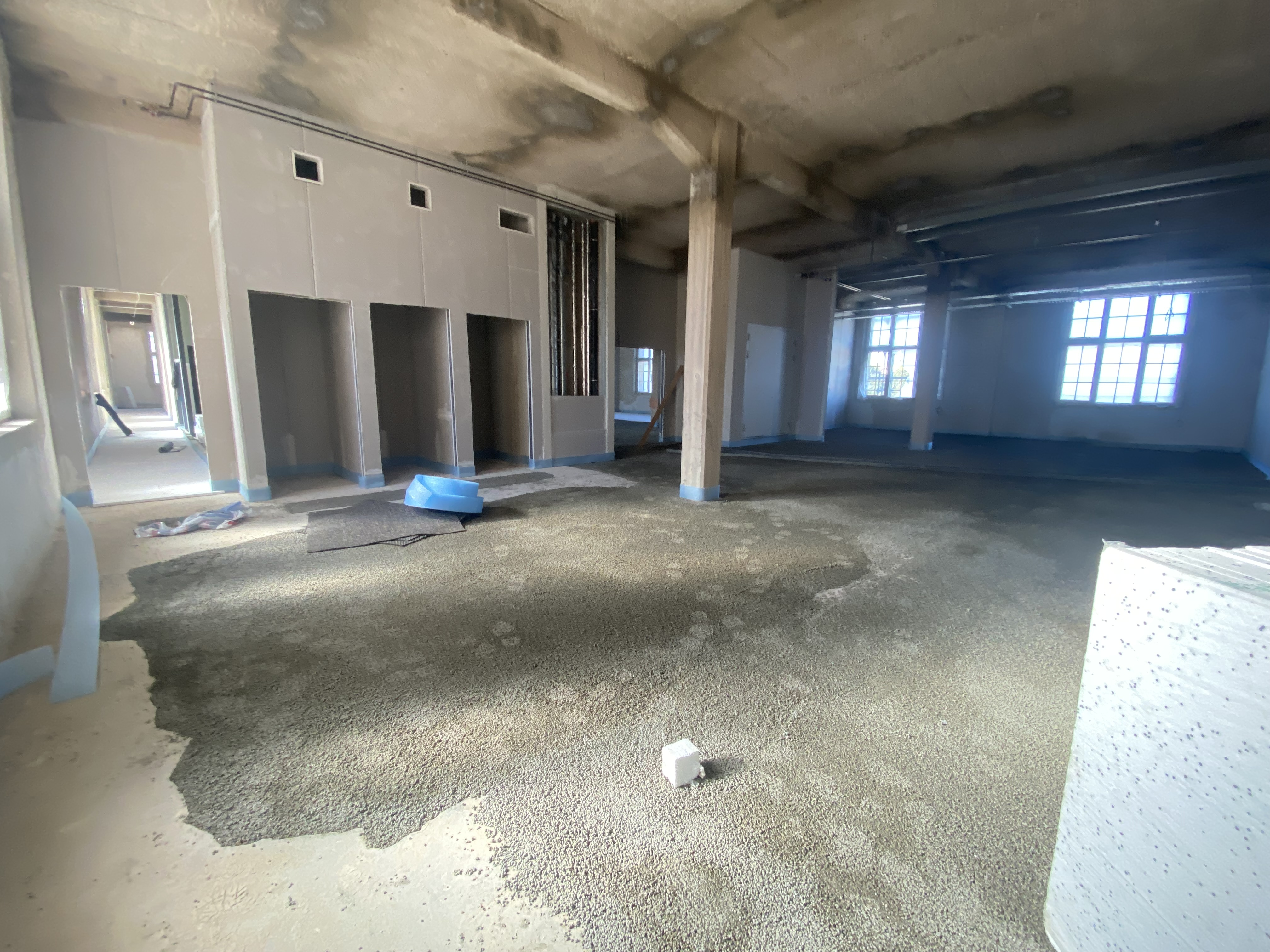
Beginn des Innenausbaus 2023
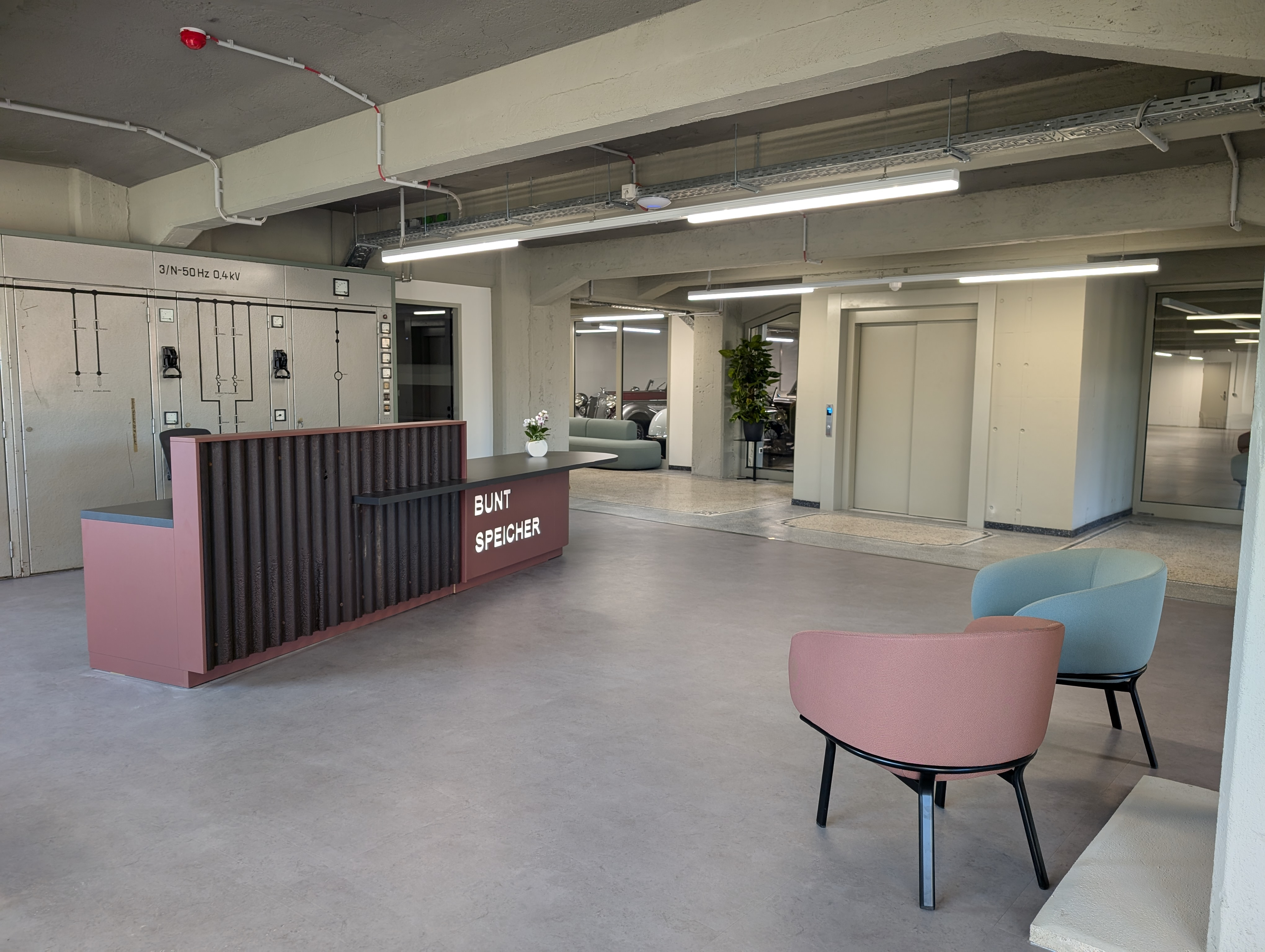
Fertigstellung der Baumaßnahmen 2024/2025